# Pianta ornamentale

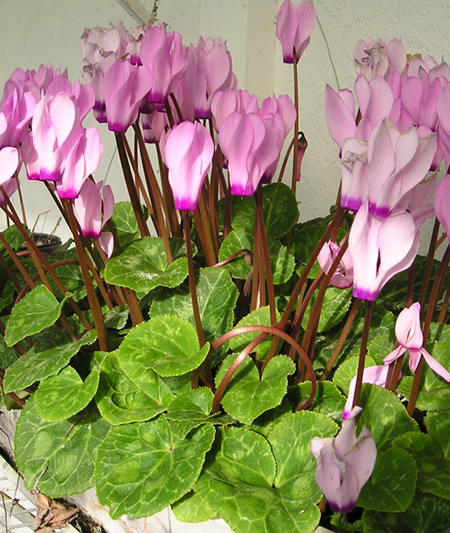
Ciclamino rosa

Le piante ornamentali sono piante che vengono utilizzate come abbellimento per terrazzi, appartamenti, ecc. o per giardini e parchi di cui sono componenti essenziali.

## Norme colturali
Bisogna distinguere tra le piante ornamentali coltivate in piena terra e quelle coltivate in vaso o contenitore analogo, in quanto i problemi, le esigenze, l'intrinseca rusticità delle piante da giardino sono differenti da quelle coltivate in appartamento.
Per la coltivazione in piena terra, il primo passo è decidere l'impostazione generale del giardino e la scelta delle specie più adatte alle condizioni ambientali, in base all'esposizione al sole, al microclima, alla direzione dei venti prevalenti, al tipo di suolo e all'umidità presente nel terreno. Si potrà intervenire sulla fertilità e composizione del suolo con opportuni correttivi, mentre per eventuali ristagni d'acqua si dovrà ricorrere a lavori di drenaggio.
Le norme generali di coltura prevedono la preparazione del terreno con vangatura e incorporazione del concime adatto alla pianta ornamentale che si intende coltivare, seguirà la sarchiatura, rincalzo ed eliminazione delle infestanti, innaffiature e concimazioni secondo la stagione e le esigenze specifiche. Bisognerà sempre prevedere la lotta ai parassiti animali o vegetali responsabili di fitopatie che possono danneggiare irreparabilmente le piante.
Nelle regioni a clima fresco si provvederà a riparare dal freddo durante l'inverno le piante più sensibili al gelo, mentre nel mezzogiorno si appronteranno ripari dal sole cocente estivo alle specie meno adatte ai climi torridi.
Le piante ornamentali coltivate in appartamento o sul balcone richiedono cure specifiche e continue per ovviare alle intrinseche difficoltà dell'ambiente in cui vengono collocate. In special modo negli appartamenti si dovrà porre attenzione alla luminosità, umidità e temperatura del locale scelto, documentandosi sulle esigenze specifiche della pianta ornamentale che si intende coltivare. Le norme colturali prevedono innaffiature, concimazioni, rinvasi, potature, sfoltimenti, cimature, lotta ai parassiti. Per le piante poste su balconi e terrazze valgono le raccomandazioni sul clima viste per quelle coltivate in piena terra, con l'opportunità di poter ricoverare i vasi in un locale adatto durante l'inverno.

## Elenco delle piante ornamentali più conosciute
In ordine alfabetico rispetto al nome scientifico e suddivise per tipo. Viene indicato a fianco anche il nome volgare. Le categorie possono sovrapporsi.

### Tipiche, resistenti piante da appartamento

#### A. Coltivate in casa per il fogliame
| Nome scientifico      | Nome comune   |  | Nome scientifico     | Nome comune        |
| --------------------- | ------------- |  | -------------------- | ------------------ |
| Aglaonema             | Aglaonema     |  | Ficus elastica       | Albero della gomma |
| Cyperus alternifolius | Falso papiro  |  | Monstera deliciosa   | Monstera           |
| Dieffenbachia         | Dieffenbachia |  | Philodendron scadens | Filodendro         |
| Dracaena              | Dracena       |  | Sansevieria          | Sansevieria        |
| Epipremnum pinnatum   | Pothos        |  | Yucca                | Yucca              |
| Ficus benjamina       | Ficus         |  |                      |                    |

#### B. Coltivate in casa per la fioritura
| Nome scientifico        | Nome comune       |  | Nome scientifico | Nome comune      |
| ----------------------- | ----------------- |  | ---------------- | ---------------- |
| Anthurium               | Anturio           |  | Schlumbergera    | Cactus di Natale |
| Phalaenopsis            | Phalaenopsis      |  | Spathiphyllum    | Spathiphyllum    |
| Streptocarpus ionanthus | Violetta africana |  | Streptocarpus    | Streptocarpus    |

### Alberi spoglianti e sempreverdi
| Nome scientifico | Nome comune  |  | Nome scientifico    | Nome comune  |
| ---------------- | ------------ |  | ------------------- | ------------ |
| Acacia           | Acacia       |  | Liquidambar         | Liquidambar  |
| Acer             | Acero        |  | Liriodendron        | Liriodendron |
| Aesculus         | Ippocastano  |  | Magnolia            | Magnolia     |
| Ailanthus        | Ailanto      |  | Paulownia           | Paulonia     |
| Albizia          | Falsa acacia |  | Platanus orientalis | Platano      |
| Laurus nobilis   | Alloro       |  | Prunus              | Pruno        |
| Betula           | Betulla      |  | Pyrus               | Pero         |
| Clerodendrum     | Clerodendro  |  | Quercus             | Quercia      |
| Ceratonia        | Carrubo      |  | Salix               | Salice       |
| Eucalyptus       | Eucalipto    |  | Schinus             | Falso pepe   |
| Fagus            | Faggio       |  | Sophora             | Sofora       |
| Ficus            | Ficus        |  | Tamarix             | Tamerice     |
| Fraxinus         | Frassino     |  | Tilia               | Tiglio       |
| Ginkgo biloba    | Gingo        |  |                     |              |

### Arbusti spoglianti e sempreverdi, rampicanti e sarmentosi
| Nome scientifico      | Nome comune                   |  | Nome scientifico   | Nome comune            |
| --------------------- | ----------------------------- |  | ------------------ | ---------------------- |
| Abelia                | Abelia                        |  | Hibiscus           | Ibisco                 |
| Aralia                | Aralia                        |  | Hydrangea          | Ortensia               |
| Aucuba                | Aucuba                        |  | Ilex               | Agrifoglio             |
| Bougainvillea         | Buganvillea                   |  | Jasminum           | Gelsomino              |
| Buddleja              | Buddleia                      |  | Lonicera           | Caprifoglio            |
| Buxus sempervirens    | Bosso comune                  |  | Myrtus             | Mirto                  |
| Camellia              | Camelia                       |  | Nerium             | Oleandro               |
| Chimonanthus praecox  | Calicanto                     |  | Passiflora         | Fiore della passione   |
| Clematis              | Clematide                     |  | Pittosporum tobira | Pittosporo o pitosforo |
| Codiaeum variegatum   | Croton                        |  | Plumeria           | Plumeria               |
| Dracaena              | Dracena                       |  | Punica granatum    | Melograno              |
| Euphorbia pulcherrima | Poinsettia o Stella di Natale |  | Rhododendron       | Rododendro o Azalea    |
| Forsythia             | Forsizia                      |  | Rosa               | Rosa                   |
| Fuchsia               | Fucsia                        |  | Syringa            | Lillà o Serenella      |
| Gardenia              | Gardenia                      |  | Viburnum           | Viburno                |
| Hedera                | Edera                         |  | Wisteria           | Glicine                |

### Conifere, palme, agavacee e cycadacee arboree
| Nome scientifico | Nome comune    |  | Nome scientifico | Nome comune           |
| ---------------- | -------------- |  | ---------------- | --------------------- |
| Abies            | Abete          |  | Livistona        | Livistona             |
| Araucaria        | Araucaria      |  | Lytocaryum       | Palma da cocco nana   |
| Cedrus           | Cedro          |  | Phoenix          | Palma da datteri      |
| Cephalotaxus     | Cefalotasso    |  | Picea            | Peccio                |
| Chamaecyparis    | Chamaecyparis  |  | Pinus            | Pino                  |
| Chamaedorea      | Camedorea      |  | Pseudotsuga      | Douglasi              |
| Chamaerops       | Palma nana     |  | Rhapis           | Rhapis                |
| Cocos            | Palma da cocco |  | Sequoia          | Sequoia               |
| Cryptomeria      | Criptomeria    |  | Taxodium         | Cipresso delle paludi |
| Cupressus        | Cipresso       |  | Taxus            | Tasso                 |
| Cycas            | Cycas          |  | Thuja            | Tuia                  |
| Howea            | Kentia         |  | Tsuga            | Tsuga                 |
| Juniperus        | Ginepro        |  | Washingtonia     | Washingtonia          |
| Larix            | Larice         |  | Yucca            | Iucca                 |

### Bulbose, rizomatose e tuberose
| Nome scientifico | Nome comune |  | Nome scientifico | Nome comune      |
| ---------------- | ----------- |  | ---------------- | ---------------- |
| Amaryllis        | Amarillide  |  | Hyacinthus       | Giacinto         |
| Anemone          | Anemone     |  | Ipomoea          | Ipomoea          |
| Begonia          | Begonia     |  | Iris             | Giaggiolo o Iris |
| Canna            | Canna       |  | Ixia             | Ixia             |
| Convallaria      | Mughetto    |  | Lilium           | Giglio           |
| Crinum           | Crinum      |  | Narcissus        | Narciso          |
| Crocus           | Croco       |  | Nerine           | Nerine           |
| Cyclamen         | Ciclamino   |  | Polianthes       | Tuberosa         |
| Dahlia           | Dalia       |  | Ranunculus       | Ranuncolo        |
| Freesia          | Fresia      |  | Sternbergia      | Zafferanastro    |
| Fritillaria      | Meleagride  |  | Scilla           | Scilla           |
| Gladiolus        | Gladiolo    |  | Sinningia        | Gloxinia         |
| Galanthus        | Bucaneve    |  | Tulipa           | Tulipano         |
| Hippeastrum      | Hippeastrum |  | Zantedeschia     | Calla            |

### Erbacee annuali e perenni, palustri e acquatiche
| Nome scientifico       | Nome comune               |  | Nome scientifico   | Nome comune                 |
| ---------------------- | ------------------------- |  | ------------------ | --------------------------- |
| Acanthus               | Acanto                    |  | Helleborus         | Elleboro                    |
| Anthurium              | Anturio                   |  | Impatiens          | Balsamina o Pianta di vetro |
| Aquilegia              | Aquilegia                 |  | Maranta            | Maranta                     |
| Armeria                | Armeria o Spillone        |  | Nelumbo            | Fior di loto                |
| Aspidistra             | Aspidistra                |  | Nymphaea           | Ninfea                      |
| Calathea               | Calatea                   |  | Pelargonium        | Geranio                     |
| Calceolaria            | Calceolaria               |  | Paeonia            | Peonia                      |
| Calendula              | Calendula o Fiorrancio    |  | Papaver somniferum | Papavero da oppio           |
| Campanula              | Campanula                 |  | Canna indica       | Canna d'India               |
| Petunia                | Petunia                   |  | Chlorophytum       | Falangio                    |
| Philodendron           | Filodendro                |  | Chrysanthemum      | Crisantemo                  |
| Phlox                  | Flox                      |  | Clivia             | Clivia                      |
| Primula                | Primula                   |  | Cyperus            | Papiro o Zigolo             |
| Coleus scutellarioides | Coleus                    |  | Spathiphyllum      | Spatifillo                  |
| Datura                 | Trombe degli angeli       |  | Sterlitzia         | Sterlizia                   |
| Delphinium             | Speronella                |  | Tagetes            | Tagete o Puzzola            |
| Dianthus               | Garofano                  |  | Thymus             | Timo ornamentale            |
| Dieffenbachia          | Dieffenbachia             |  | Vinca              | Pervinca                    |
| Epipremnum             | Epipremnum                |  | Viola              | Viola                       |
| Eschscholtzia          | Papavero della California |  | Viscum album       | Vischio                     |
| Gerbera                | Gerbera                   |  | Zinnia             | Zinnia                      |
| Salvia splendens       | Salvia splendente         |  | Zinnia             | Zinnia                      |

### Succulente, epifite
| Nome scientifico    | Nome comune         |  | Nome scientifico | Nome comune      |
| ------------------- | ------------------- |  | ---------------- | ---------------- |
| Adromischus         | Adromischus         |  | Mammillaria      | Mammillaria      |
| Aechmea             | Aechmea             |  | Matucana         | Matucana         |
| Aeonium             | Aeonium             |  | Ophthalmophyllum | Ophthalmophyllum |
| Aizoaceae           | Aizoaceae           |  | Oreocereus       | Oreocereus       |
| Albuca              | Albuca              |  | Oroya            | Oroya            |
| Aloe                | Aloe                |  | Orostachys       | Orostachys       |
| Aporocactus         | Aporocactus         |  | Oscularia        | Oscularia        |
| Argyroderma         | Argyroderma         |  | Pachycereus      | Pachycereus      |
| Ariocarpus          | Ariocarpus          |  | Pachyphytum      | Pachyphytum      |
| Asclepiadaceae      | Asclepiadaceae      |  | Pachyveria       | Pachyveria       |
| Astrophytum         | Astrophytum         |  | Parodia          | Paròdia          |
| Conophytum          | Conophytum          |  | Pelecyphora      | Pelecyphora      |
| Cotyledon           | Cotyledon           |  | Pereskia         | Pereskia         |
| Coryphantha         | Coryphantha         |  | Pereskiopsis     | Pereskiopsis     |
| Crassula            | Crassula            |  | Pfeiffera        | Pfeiffera        |
| Delosperma          | Delosperma          |  | Pleiospilos      | Pleiospilos      |
| Denmoza             | Denmoza             |  | Sansevieria      | Sansevieria      |
| Dolichothele        | Dolichothele        |  | Schlumbergera    | Schlumbergera    |
| Dorotheanthus       | Dorotheanthus       |  | Sedum            | Borracina        |
| Echeveria           | Echeveria           |  | Solisia          | Solisia          |
| Echinocereus        | Echinocereus        |  | Stetsonia        | Stetsonia        |
| Echinofossulocactus | Echinofossulocactus |  | Stomatium        | Stomatium        |
| Encephalocarpus     | Encephalocarpus     |  | Strombocactus    | Strombocactus    |
| Opuntia             | Opuntia             |  | Thelocactus      | Thelocactus      |
| Gasteria            | Gasteria            |  | Tillandsia       | Tillandsia       |
| Guzmania            | Guzmania            |  | Trichocereus     | Trichocereus     |
| Leuchtenbergia      | Leuchtenbergia      |  | Vriesea          | Vriesea          |
| Lobivia             | Lobivia             |  | Zygocactus       | Zygocactus       |
| Lophophora          | Lophophora          |  |                  |                  |

### Orchidee
| Nome scientifico | Nome comune |  | Nome scientifico | Nome comune |
| ---------------- | ----------- |  | ---------------- | ----------- |
| Cattleya         | Cattleya    |  | Polycycnis       | Polycycnis  |
| Epidendrum       | Epidendrum  |  | Polystachya      | Polystachia |
| Masdevallia      | Masdevallia |  |                  |             |